# Lijst van voetbalinterlands Duitse Democratische Republiek - Griekenland
Deze lijst van voetbalinterlands is een overzicht van alle officiële voetbalwedstrijden tussen de nationale teams van de Duitse Democratische Republiek en Griekenland. De landen speelden zeven keer tegen elkaar. De eerste ontmoeting, een vriendschappelijke wedstrijd, werd gespeeld in Leipzig op 16 april 1980. Het laatste duel, eveneens een vriendschappelijke wedstrijd, vond plaats op 8 maart 1989 in Athene.

## Wedstrijden
| № | Plaats       | Datum            | Competitie        | Wedstrijd                                    | Uitslag |
| - | ------------ | ---------------- | ----------------- | -------------------------------------------- | ------- |
| 1 | Leipzig      | 16 april 1980    | Vriendschappelijk | Duitse Democratische Republiek – Griekenland | 2 – 0   |
| 2 | Athene       | 10 februari 1982 | Vriendschappelijk | Griekenland – Duitse Democratische Republiek | 0 – 1   |
| 3 | Dresden      | 23 februari 1983 | Vriendschappelijk | Duitse Democratische Republiek – Griekenland | 2 – 1   |
| 4 | Athene       | 15 februari 1984 | Vriendschappelijk | Griekenland – Duitse Democratische Republiek | 1 – 3   |
| 5 | Athene       | 26 maart 1986    | Vriendschappelijk | Griekenland – Duitse Democratische Republiek | 2 – 0   |
| 6 | Oost-Berlijn | 31 augustus 1988 | Vriendschappelijk | Duitse Democratische Republiek – Griekenland | 1 – 0   |
| 7 | Athene       | 8 maart 1989     | Vriendschappelijk | Griekenland – Duitse Democratische Republiek | 3 – 2   |

## Samenvatting
| Competitie        | Totaal gespeeld | Winst DDR | Gelijk | Winst Griekenland | Doelsaldo DDR – Griekenland |
| ----------------- | --------------- | --------- | ------ | ----------------- | --------------------------- |
| Vriendschappelijk | 7               | 5         | 0      | 2                 | 11 − 7                      |
| Totaal            | 7               | 5         | 0      | 2                 | 11 − 7                      |

Wedstrijden bepaald door strafschoppen worden, in lijn met de FIFA, als een gelijkspel gerekend.

## Details

### Eerste ontmoeting
| Vriendschappelijk (Leipzig, Duitse Democratische Republiek, 16 april 1980): |       |             |
| Duitse Democratische Republiek                                              | 2 – 0 | Griekenland |
| Gerd Weber 64' Joachim Streich 69'                                          | goals |             |
| - Debuut van Gunter Sekora (Lokomotive Leipzig) voor de DDR.                |       |             |

### Tweede ontmoeting
| Vriendschappelijk (Athene, Griekenland, 10 februari 1982): |       |                                |
| Griekenland                                                | 0 – 1 | Duitse Democratische Republiek |
|                                                            | goals | 71' Matthias Liebers           |
| - Debuut van Jürgen Raab (Carl Zeis Jena) voor de DDR.     |       |                                |

### Derde ontmoeting
| Vriendschappelijk (Dresden, Duitse Democratische Republiek, 23 februari 1983): |       |                         |
| Duitse Democratische Republiek                                                 | 2 – 1 | Griekenland             |
| Hans Richter 18' Joachim Streich 33'                                           | goals | 30' Christos Ardizoglou |

### Vierde ontmoeting
| Vriendschappelijk (Athene, Griekenland, 15 februari 1984): |       |                                                            |
| Griekenland                                                | 1 – 3 | Duitse Democratische Republiek                             |
| Nikos Anastopoulos 33' (pen.)                              | goals | 67' Matthias Döschner 82' Jürgen Raab 86' Torsten Gütschow |

### Vijfde ontmoeting
| Vriendschappelijk (Athene, Griekenland, 26 maart 1986): |       |                                |
| Griekenland                                             | 2 – 0 | Duitse Democratische Republiek |
| Nikos Anastopoulos 63' (pen.) Dimitris Saravakos 86'    | goals |                                |

### Zesde ontmoeting
| Vriendschappelijk (Oost-Berlijn, Duitse Democratische Republiek, 31 augustus 1988): |       |             |
| Duitse Democratische Republiek                                                      | 1 – 0 | Griekenland |
| Matthias Sammer 24'                                                                 | goals |             |

### Zevende ontmoeting
| Vriendschappelijk (Athene, Griekenland, 8 maart 1989):             |       |                                    |
| Griekenland                                                        | 3 – 2 | Duitse Democratische Republiek     |
| Dimitris Saravakos 21' Jens Wahl 29' (e.d.) Dimitris Saravakos 59' | goals | 54' Damian Halata 66' Andreas Thom |